# Terres lointaines
Terres lointaines est une série de bande dessinée française de science-fiction dessinée, mise en couleurs  par Icar et écrite par Leo. Le premier tome est sorti dans les librairies en mars 2009.

## Synopsis
Planète Altaïr-3 dans un futur lointain. Deux enfants, accompagnés de leur mère, viennent de faire un long voyage à bord d’une navette en provenance de la Terre. Ils sont là afin de rejoindre leur père mais celui-ci n’est pas présent à l’aéroport... Ils décident alors de partir à sa recherche, accompagnés par une créature extraterrestre ressemblant à un crabe humanoïde – un Stepanerk - doué d’intelligence et à la force hors norme. Le voyage s’avèrera particulièrement périlleux...

## Commentaires
Icar, qui n'est autre que Francard, dessinateur de Fatum (1996) et Anamorphose (2005), demande à Leo d'écrire un scénario pour lui, en 2007.

« Francard m'a demandé de lui écrire un scénario. J'ai donc imaginé Terres Lointaines, une histoire de science-fiction. Il y est aussi question d'une planète, mais c'est très différent des Mondes d'Aldébaran. Graphiquement, il a évolué vers un style plus réaliste. Nous sommes partis sur une série de trois albums, mais nous pourrions aller jusqu'à cinq. »

— Leo, dans une interview pour Auracan.com

## Albums
- 1 Épisode 1, Dargaud, mars 2009 (ISBN 978-2-205-06042-3)
Scénario : Leo - Dessin et couleurs : Icar
- 2 Épisode 2, Dargaud, septembre 2009 (ISBN 978-2-205-06175-8)
Scénario : Leo - Dessin et couleurs : Icar
- 3 Épisode 3, Dargaud, octobre 2010 (ISBN 978-2-205-06417-9)
Scénario : Leo - Dessin et couleurs : Icar
- 4 Épisode 4, Dargaud, octobre 2011 (ISBN 978-2-205-06749-1)
Scénario : Leo - Dessin et couleurs : Icar
- 5 Épisode 5, Dargaud, novembre 2012 (ISBN 978-2-205-06794-1)
Scénario : Leo - Dessin et couleurs : Icar